# Арарипина
Арарипина (порт. Araripina) — муниципалитет в Бразилии, входит в штат Пернамбуку. Составная часть мезорегиона Сертан штата Пернамбуку. Входит в экономико-статистический микрорегион Арарипина. Население составляет 82 520 человек на 2007 год. Занимает площадь 1847 км². Плотность населения — 39,98 чел/км².
Праздник города — 11 сентября.

## История
Город основан 11 сентября 1928 года.

## Статистика
- Валовой внутренний продукт на 2005 год составляет 200 168 000 реалов (данные: Бразильский институт географии и статистики).
- Валовой внутренний продукт на душу населения на 2005 год составляет 2588 реалов (данные: Бразильский институт географии и статистики).
- Индекс развития человеческого потенциала на 2000 год составляет 0,698 (данные: Программа развития ООН).
- В Арарипине производится 95 % бразильской штукатурки и расположено 40 % мировых запасов гипса.

## География
Климат местности: тропический. В соответствии с классификацией Кёппена, климат относится к категории BSh.